# 偪阳国

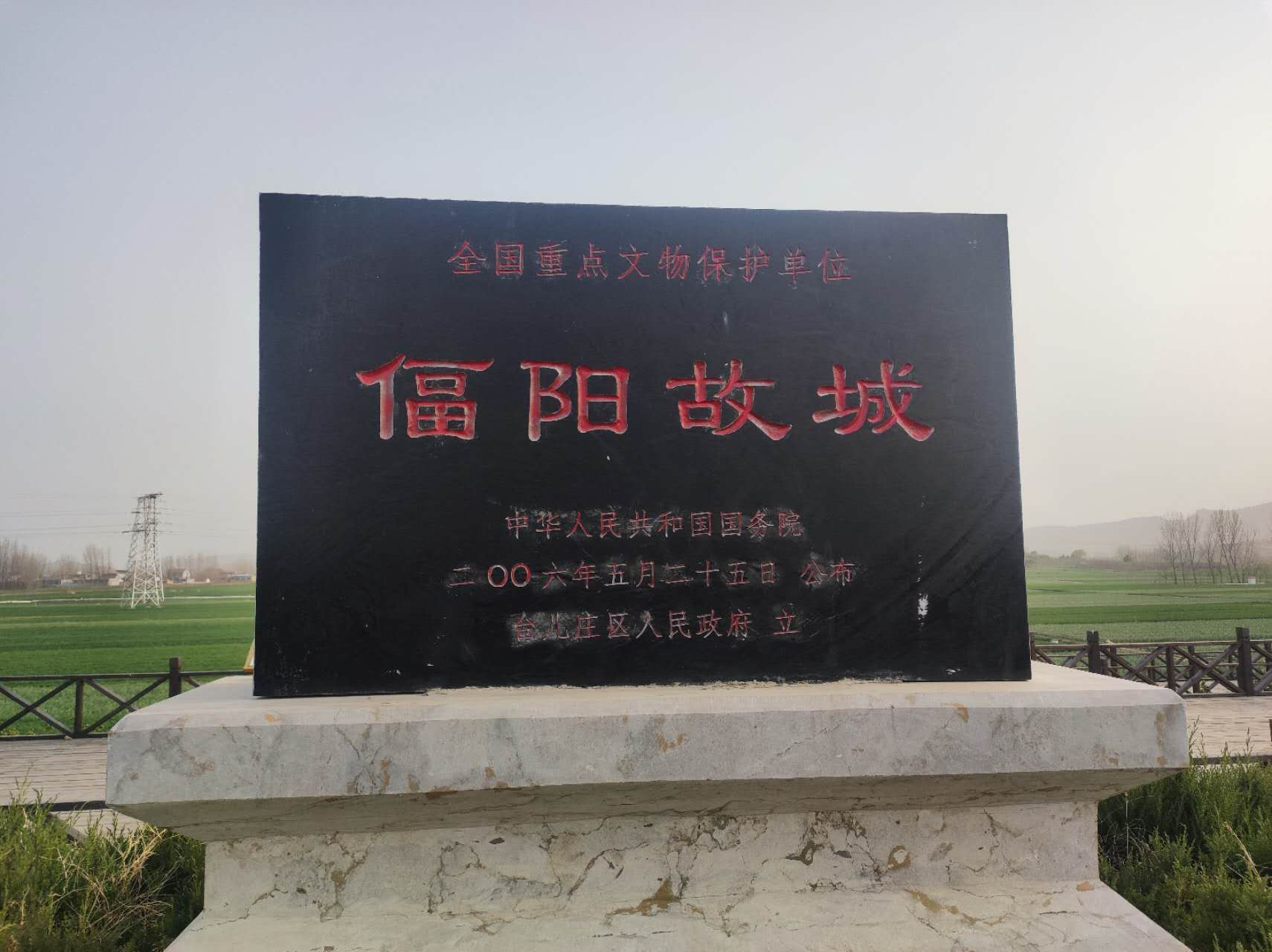
台儿庄偪阳故城

《春秋左氏传》作偪阳，《春秋谷梁传》作傅阳，是春秋时代的一个诸侯国，最终为诸侯联军所灭，地归宋国。
偪阳一直是默默无闻的小国，而在鲁襄公十年，也就是公元前563年春，鲁国、晋国、齐国、宋国、卫国和曹国等国在临近傅阳国的柤地与从东南方赶来的吴国使臣相会。盟会之后，参会诸侯组成联军围攻傅阳。傅阳进行了顽强的抵抗，战斗数月之久，联军耗费巨大精力，直到夏五月才攻灭傅阳。联军统帅晋国的大夫将傅阳之地献给宋国君主 。
童书业认为，从诸侯会柤与吴国相会，到联军灭傅阳与宋。晋国等诸侯国的目的是打通中原诸侯与吴国之间的交通线，从而更好地扶持吴国与楚国对抗，来牵制楚国的精力，使得晋国能在晋楚争霸中取得优势。傅阳国正地处中原通往吴国的道路必经之处，因此晋国主持灭亡傅阳 。